# Antoine-Alphonse Montfort
Antoine-Alphonse Montfort (Paris, 1802 — Paris, 1884) foi um pintor francês, pupilo de Gros e de Horace Vernet. Desenvolveu admiração pelo Oriente desde jovem, quando foi convidado a viajar de fragata pelo Mediterrâneo como mestre-desenhista (1827-28). Três anos depois Montfort fez uma segunda expedição à Síria, Líbano e Palestina (1837-38). Documentou sua viagem com centenas de desenhos que depois serviram de subsídios para a elaboração de aquarelas em 1840.

## Galeria

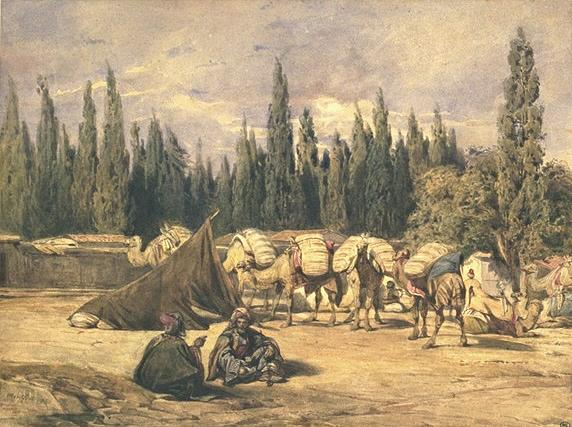
Pausa de uma caravana
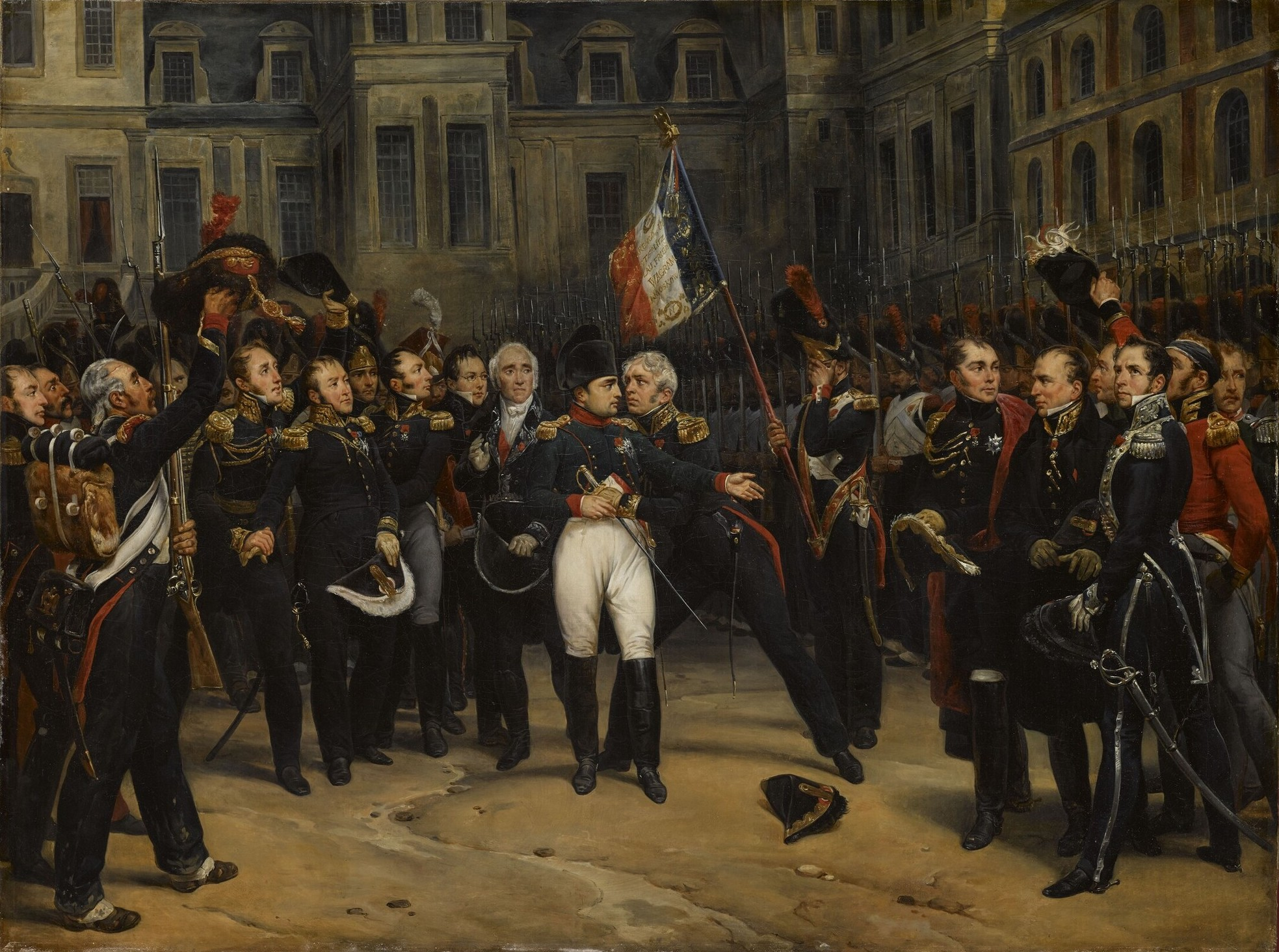
Adeus de Napoleão à Guarda Imperial.